# Porites colonensis
Porites colonensis là một loài san hô trong họ Poritidae. Loài này được Zlatarski mô tả khoa học năm 1990.